# گاببلا
گاببلا (به لاتین: Gabbela) یک منطقهٔ مسکونی در سری‌لانکا است که در استان مرکزی (سری‌لانکا) واقع شده‌است.